# Andatuz
Andatuz es el nombre de la mascota oficial de Guadalinex, una distribución Linux promovida por la Junta de Andalucía y basada en Ubuntu.
Basándose en la mascota oficial de Linux Tux, José Gil diseñó un pingüino con aspecto más juvenil. Símbolo para un proyecto joven e innovador que inicialmente se desarrolló para los centros educativos.
Además de la mascota oficial, cada año Guadalinex lanza una encuesta para elegir el animal que representará la nueva versión. Esta encuesta viene realizándose desde la versión V3. Tan solo en dos ocasiones, el animal que representaba la nueva versión estuvo basado en la mascota oficial.